# Juan Ordeix
Juan José Ordeix (Buenos Aires; 22 de febrero de 1982), conocido artísticamente como Juan Ordeix, es un mentalista, ilusionista y conferencista Argentino.
Es reconocido por haber ganado el Campeonato Mundial de Ilusionismo en la Categoría “Mentalismo” en Estocolmo, Suecia, y por los trucos de ilusionismo psicológico llevados a cabo principalmente en la serie de televisión Atracción Mental, Canal 13 (Argentina), en la que también fue el protagonista.
Juan Ordeix es Doctor (PhD) en Ciencias Económicas de la Universidad de Buenos Aires, Licenciado en Administración de Empresas de la Universidad de Buenos Aires y tiene un posgrado en Negociación en la Universidad de Harvard (USA).
Además de presentar shows de Ilusionismo y Mentalismo, es conferencista, investigador, escritor y profesor de la materia “Negociación” en la UBA. 

## Carrera como Ilusionista
Juan Ordeix vio por primera vez a sus 15 años a un ilusionista que presentaba trucos de mentalismo en el cumpleaños de su padre y descubrió que esa sería su pasión. Fue asistente en varios shows de magia hasta que decidió profesionalizar su labor.
Paralelamente a sus comienzos como ilusionista Juan desarrolló su carrera universitaria en la UBA (Universidad de Buenos Aires).
Una vez recibido de Licenciado en Administración, Juan Ordeix decide competir en certámenes internacionales de Ilusionismo (Campeonato Argentino, Latinoamericano y Mundial de Ilusionismo) y en todos ha sido premiado. Su premio mayor fue ser distinguido como "El Mejor Mentalista del Mundo"  en Estocolmo, Suecia.
Su labor televisiva comenzó con Jorge Guinzburg en su programa de TV "Mañanas Informales", quien fue el productor del primer programa de Ilusionismo de la Tv Argentina "Atracción Mental" en Canal 13.
Presentó su espectáculo en más de 15 países y actualmente presenta su show en eventos corporativos (de empresas).

## Carrera como Conferencista
Combinación entre Ilusionismo y Administración: Juan ha trabajado activamente para combinar su veta artística y académica. Actualmente presenta conferencias y charlas en eventos corporativos en las que explica las técnicas que utilizan los mentalistas para que puedan ser aplicadas en el mundo personal y profesional.
Ha complementado su formación académica con cusos de posgrado en la Universidad de Harvard (Improving Negotiating Effectiveness), fue profesor del IAE y actualmente es profesor de la materia “Negociación” en la Universidad de Buenos Aires y tiene un Doctorado (PhD) en Ciencias Económicas en la Universidad de Buenos Aires
Sus conferencias son acerca de la persuasión, percepción, comunicación entre otros temas del mundo de los negocios.
Ha presentado sus conferencias para numerosas empresas y ONGS como Greenpeace, Médicos sin fronteras y la Cruz Roja.
Es autor de dos libros: Secretos de un Mentalista - Trucos de Comunicación para Negociadores de la Vida y "Comunicación de Alta Influencia" - Herramientas inteligentes de persuasión para los negocios y las relaciones personales